# Play (Moby)
Play è il quinto album in studio del cantautore statunitense Moby, pubblicato il 17 maggio 1999 dalla V2 Records. È considerato il più grande successo commerciale e di critica del musicista e, con la vendita di 12 milioni di copie in tutto il mondo, una delle più importanti opere degli anni novanta. Infatti, anche grazie a ben nove singoli che divennero tutti delle hit e che vennero usati in modo massiccio come colonne sonore per film, spot pubblicitari e serie tv, riuscì ad introdurre il suo creatore nella scena musicale mainstream mondiale, distaccandolo molto dai suoi primi lavori, famosi limitatamente alla cerchia della musica dance elettronica. Secondo la rivista inglese Rolling Stone:
Uno degli aspetti più pregevoli e rivoluzionari di Play, a differenza di altri album di musica elettronica di quel tempo, è il modo in cui esso sia frutto di un abbinamento tra il gospel, il folk e i ritmi tipici della house music. Moby arrivò a questo risultato campionando pesantemente composizioni della raccolta di field recording di Alan Lomax che utilizzò in brani come Honey, Find My Baby, Natural Blues e Run On. 
Sono presenti anche tracce prettamente elettroniche (Machete), così come alcune lounge (7, Down Slow), trip-hop (Porcelain), dance rock (South Side) e ambient (Inside, Guitar, Flute & Strings).
Nel 2003, è stato classificato al numero 341 della lista dei 500 migliori album della storia redatta da Rolling Stone.
Venne nominato sia per un Grammy Award sia per un Brit Award, venendo riconosciuto come il lavoro musicale più venduto del 2000 prodotto da un'etichetta discografica indipendente.
In più di venti Paesi infine vinse un disco di platino.

## Antefatti
Nella seconda metà degli anni novanta Moby si trovava in una sorta di crisi artistica, venuta subito dopo anni di successo con singoli techno da discoteca, che toccò il fondo con la pubblicazione nel 1996 di Animal Rights, un album molto eterogeneo composto sia da pezzi dark ambient e sia da canzoni costruite su accordi punk e metal che egli amava tanto da adolescente, che venne stroncato dalla critica mondiale, che lo considerò un clamoroso disastro. Il musicista spiegò:
 Tuttavia, aggiunse:

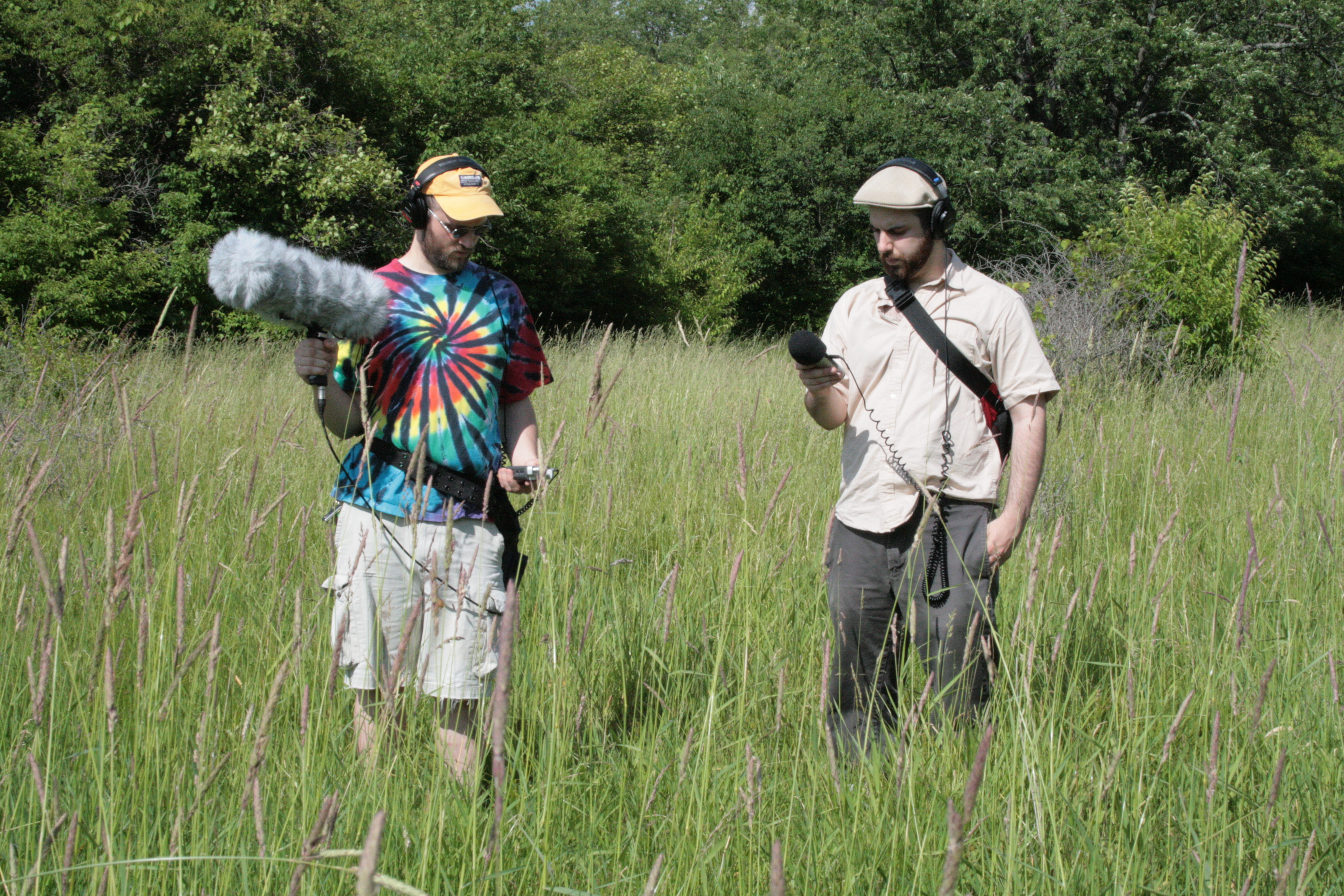
Due persone durante il lavoro di registrazione di suoni sul campo.

Così Richard Hall decise di registrare un seguito di questo lavoro, con l'intenzione di farlo in tutto e per tutto uguale, che chiamò Play. Purtroppo, come egli raccontò, nessuna major discografica (come la Warner Bros., la Sony e la RCA) volle produrlo. Fortunatamente l'unica ad accoglierlo fu la V2 che addirittura volle diffondere la notizia ai giornalisti, la maggior parte dei quali però non era nemmeno intenzionata ad ascoltarlo. Secondo il manager Eric Härle in un'intervista con HitQuarters, il loro obiettivo iniziale era quello di vendere 250 000 copie, lo stesso numero dell'album più comprato fino a quel momento del musicista, Everything Is Wrong.
Play ricevette alcune recensioni positive, ma commercialmente non si dimostrò valido. Moby constatò che:

## Promozione
Play deve la sua fortuna per la maggior parte ai nove singoli che vennero pubblicati nel periodo 1998-2001 (Honey, il primo, era già sul mercato nell'agosto 1998, quasi dieci mesi prima l'uscita dell'album vero e proprio, mentre Find My Baby, l'ultimo, apparve su alcune classifiche nazionali tre anni e mezzo dopo) e che diventarono tutti delle hit, un'impresa senza precedenti per un album di musica elettronica. Sette di questi entrarono inoltre nella Top 40 dell'Inghilterra.
Curiosamente, le canzoni che poi si rivelarono le più importanti di tutta la carriera musicale di Moby, furono estratte in "ritardo" (Porcelain, per esempio, è stato il sesto singolo, uscito più di un anno dopo il disco). Questo per assicurare una presenza costante nelle classifiche.
Questo metodo di marketing portò risultati che non tardarono a palesarsi: oltre che, come già detto, dopo un debutto insignificante, l'opera rimase in classifica per diversi anni, questa riuscì addirittura a far diventare Hall un musicista mainstream (che, per incrementare questa fama successivamente produrrà molti altri album più orientati verso la downtempo e ricchi di campionamenti da composizioni folk) e a rompere la convinzione (radicata in America negli anni novanta) che la musica dance fosse un genere commercialmente trascurabile.

## Accoglienza
| Recensione           | Giudizio |
| -------------------- | -------- |
| AllMusic             | [ 23 ]   |
| Alternative Press    | [ 24 ]   |
| Robert Christgau     | A+       |
| Entertainment Weekly | A-       |
| NME                  | 8/10     |
| Pitchfork            | 5/10     |
| Q                    | [ 29 ]   |
| Rolling Stone        | [ 30 ]   |
| Spin                 | 9/10     |
| Sputnikmusic         | 5/5      |
| Piero Scaruffi       | [ 33 ]   |

Play venne acclamato dai critici musicali. Nel sito Metacritic ha ricevuto un punteggio medio di 84 su 100, basato su 20 recensioni della critica mainstream. Su AllMusic gli sono state assegnate quattro stelle e mezzo su cinque e il contrassegno degli "album consigliati". John Bush ha scritto inoltre sulla descrizione che:
 Barry Walters di Rolling Stone ha affermato:
Robert Christgau, elaborando una sua disamina per The Village Voice, ha detto che i campionamenti dell'album non potrebbero "gridare più forte e chiaro di così" senza "le cure per il ritmo di Moby, la sua velocità, le sue trame, le sue armonie, a volte le sue melodie, e soprattutto i suoi solchi, che non onorano solo musica da ballo, ma anche tutta la tradizione rock di cui fa parte." In un'altra recensione per Playboy, ha aggiunto che, anche se non è "molto concentrato" rispetto ai precedenti "pasticci brillanti" di Moby, Play è "uno di quei dischi che guida alla bellezza qualcuno che lo ama appena [...]." David Browne, critico musicale di Entertainment Weekly, ha affermato che nonostante sia necessaria qualche modifica, i paesaggi sonori aggraziati di Moby comunque filtrano "il suono antiquato" e "rendono i campionamenti dei cantanti ricchi di angoscia e di speranza ancora freschi e nuovi." Dall'altro canto in una recensione mista, lo scrittore di Pitchfork media Brent DiCrescenzo ha affermato che "il grezzo magnetismo" delle registrazioni campionate è perso "in tecniche innate di registrazione digitale" e si traduce in musica che è "divertente e funzionale, ma anche usa e getta".

### Riconoscimenti
Play venne votato come miglior album dell'anno dalla sezione di The Village Voice Pazz & Jop.

## Licenza delle canzoni
Play fu il primo album della storia ad avere tutte le canzoni licenziate per l'uso all'interno di film, spettacoli televisivi e spot pubblicitari e questo, insieme al successo dei singoli, contribuì a fargli guadagnare molta fama. Questo atto di prodezza venne compiuto da soli altri tre artisti: i Celldweller, Meiko e i The Crystal Method. Moby spiegò di aver intrapreso questa scelta perché era l'unico modo per assicurarsi che la gente ascoltasse la sua musica.
Secondo il manager Eric Härle, anche se molte persone credevano che il fatto di concedere i pezzi alle pubblicità fosse parte di una campagna di marketing per un disco che non si adattava alla radio mainstream, questo in realtà era il risultato delle domande di agenzie che chiedevano di utilizzare la musica come accompagnamento, sfruttando il suo successo. Egli disse inoltre a HitQuarters che i singoli erano così popolari perché:
Una delle centinaia di pubblicità più note e documentate in cui si usa una delle composizioni di Hall presenta il giocatore di golf Tiger Woods che gioca una partita intorno a New York sulle note di Find My Baby. Secondo la rivista Wired, le canzoni di Play <<sono state vendute centinaia di volte ... un giro di licenze così incredibilmente redditizio che l'album è stato un successo finanziario mesi prima di raggiungere le sue effettive vendite da multi-platino.>>
Tra i film che hanno utilizzato i brani musicali dell'opera vi figurano sono "The Beach", "Fuori in 60 secondi" e "Swing Vote - Un uomo da 300 milioni di voti " entrambi i quali hanno come colonna sonora Flower, una canzone esclusa dall'album e pubblicata come lato b di Find My Baby, che contiene un campionamento di Green Sally Up cantato da Mattie Garder, Mary Gardner e Jesse Lee Pratcher e proveniente dall'album del 1961 Sounds of the South (ripubblicato nel 1993). Come se non bastasse nello show televisivo "The X-Files" vennero usate la traccia finale My Weakness nella puntata "L'esistenza del tempo II" (settima stagione) e The Sky is Broken nell'episodio "Tutte le cose" (sempre della settima stagione).

## Controversia
Nell'ultimo titolo si sente My Weakness, un canto polifonico dell'isola di Tiga, in Nuova Caledonia. Questa canzone, "Nyinewaco", racconta uno dei miti fondatori dell'isola, quello sull'acqua potabile. Molto sorpresi dalla presenza di questa canzone nella musica di Moby, gli abitante di Tiga hanno chiesto aiuto alla SACENC (SACEM caledoniano), per incontrare Moby, e presentarsi come i proprietari della musica/storia.
Hanno scoperto che questa musica tradizionale è stata utilizzata in molti film, documentari, pubblicità. Moby ha detto in un'intervista a "Rolling Stones": ""My Weakness" è un pezzo musicale così strano. Non c'è batteria ed è questo strano loop di coro africano - l'ho provato 12 anni fa, non ricordo da cosa provenga." Si tratta in realtà di una registrazione etnomusicologica, realizzata nell'isola di Tiga nel 1986, per l'inaugurazione di un tempio.
Ma, a causa della mancanza di fondi e di supporto legale, le persone hanno rinunciato a denunciare Moby.

## Videoclip
Play è anche ricordato per il gran numero di videoclip che sono stati fatti per i suoi singoli. In ben tre anni e mezzo (da agosto 1998 e febbraio 2002), furono prodotti ben dodici video musicali per otto brani (per esempio per Bodyrock ce ne sono tre e per Natural Blues e Porcelain due) da altrettanti registi come Jonas Åkerlund (Porcelain), Roman Coppola (Honey), Joseph Kahn (South Side) e David LaChapelle (Natural Blues).

## Campionamenti

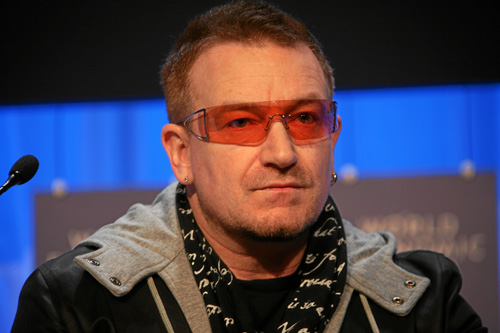
Bono Vox (in foto), Terence Trent D'Arby e Axl Rose incoraggiarono Moby a produrre un seguito di Animal Rights, Play.

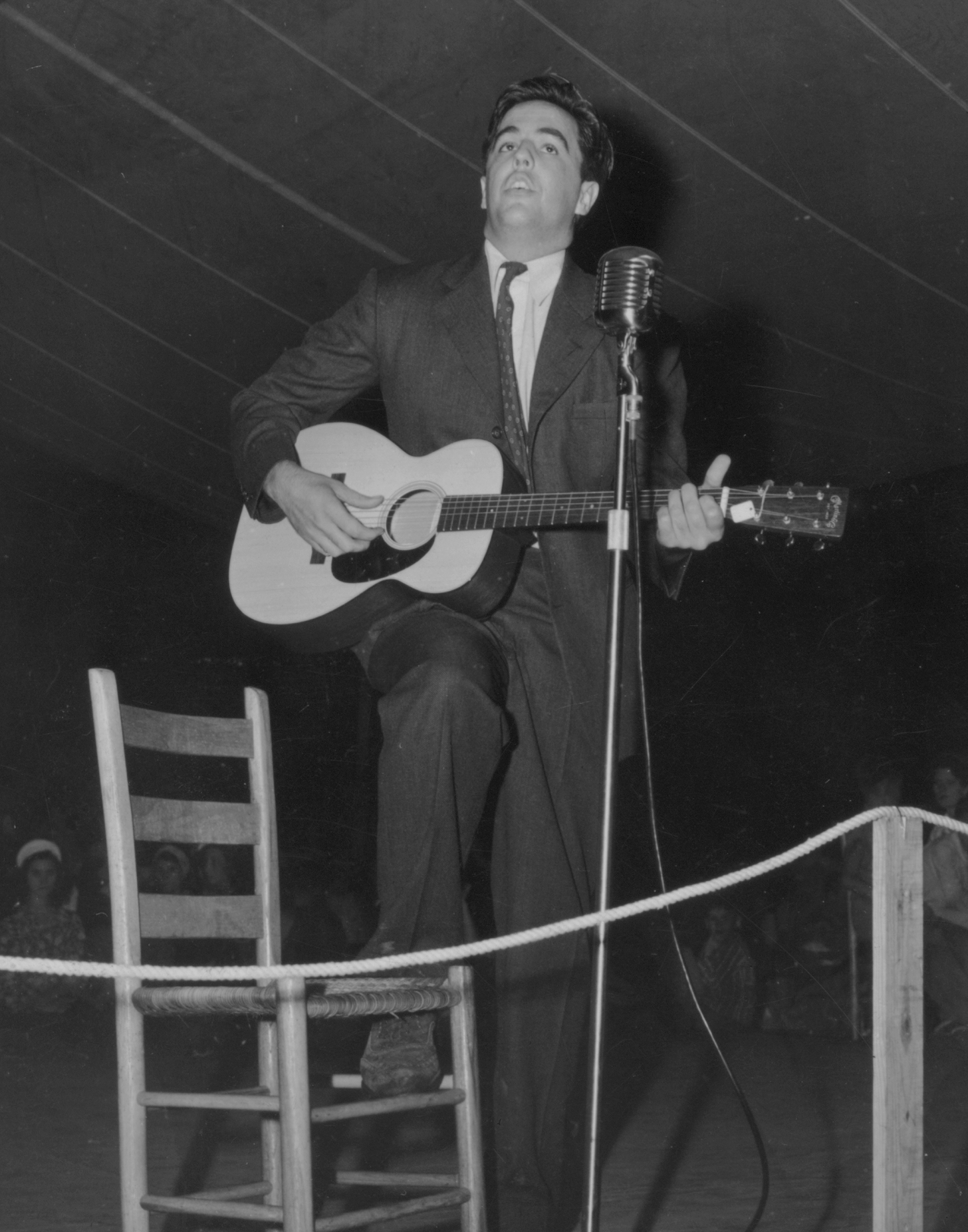
Alan Lomax

L'album infine, come già accennato, è ricordato per l'uso particolarmente notevole di campionamenti presi da dei field recording del musicologo Alan Lomax pubblicate sulla raccolta del 1993 Sounds of the South: A Musical Journey from the Georgia Sea Islands to the Mississippi Delta. La maggior parte di questi sono molto brevi e per questo messi a loop in tutte le canzoni. Ad esempio, Honey contiene quattro versi di un pezzo a cappella di Bessie Jones ripetuti più di venti volte. Nelle note di copertina per l'album, Moby non mancò quindi di ringraziare i "Lomaxes e tutti gli archivisti e storici della musica i cui field recording hanno reso possibile questa produzione."
- Honey contiene quattro versi da Sometimes di Bessie Jones (1960)[43] (usati sotto la licenza della Atlantic Recording Corp. e in previo accordo con la Warner Special Products) e il riff di pianoforte di Woman to Woman di Joe Cocker (1972)Joe Cocker nel 1970.

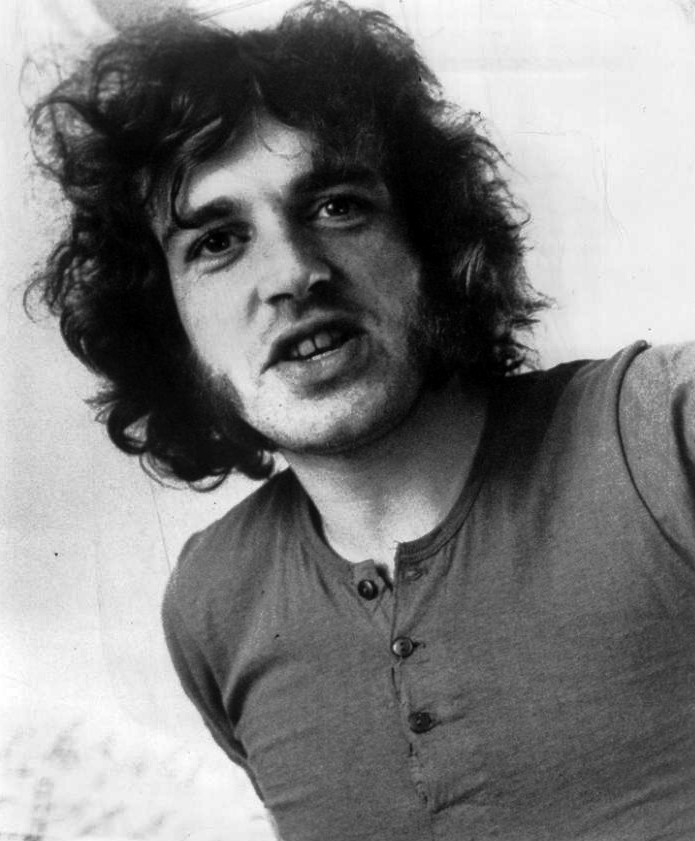
Joe Cocker nel 1970.

- Find My Baby contiene il primo verso della registrazione di Boy Blue Joe Lee's Rock (usata sotto la licenza della Atlantic Recording Corp. e in previo accordo con la Warner Special Products).
- Bodyrock contiene dei versi da Love Rap (1980) di Spoonie Gee & The Treacherous Three (usati sotto la licenza della Enjoy Records, Inc) e la voce di Nikky D.
- Natural Blues contiene il pezzo di Vera Hall Troubled So Hard (1937) (usata sotto la licenza della Atlantic Recording Corp. e in previo accordo con la Warner Special Products).
- Run On contiene gran parte di Run on for a Long Time (1947) di Bill Landford & The Landfordaires[43] (usata sotto la licenza di Sony Music).
- If Things Were Perfect contiene la prima parte del primo verso di Hospital Prelude of Love Theme di Willie Hutch[44] (non accreditato).
- Machete contiene un campionamento della drum machine di Apache degli Incredible Bongo Band[45] (non accreditato).

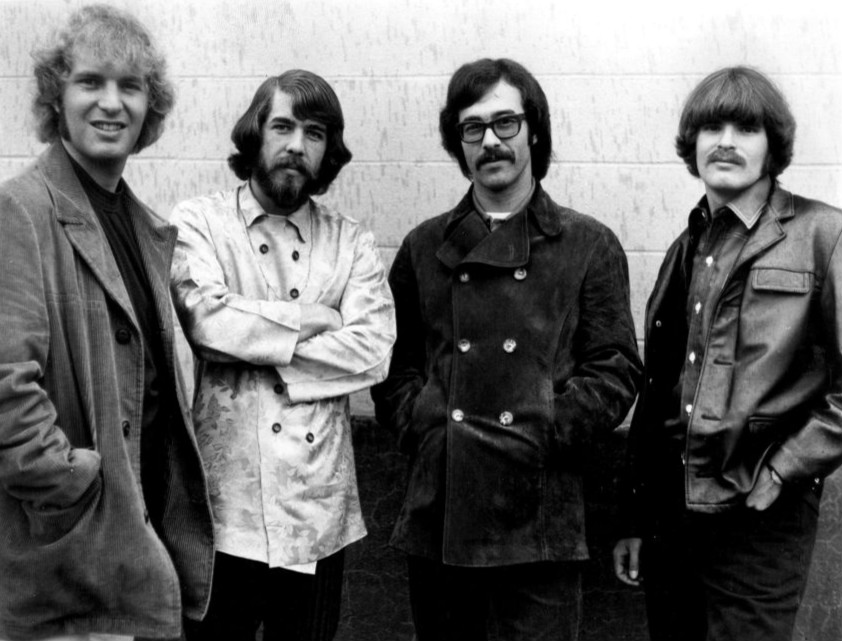
I Creedence Clearwater Revival nel 1968.

- Porcelain contiene una sequenza di quattro accordi riversati di Fight for Survival di Ernest Gold (proveniente dalla colonna sonora di "Exodus")[46] (non accreditato).
- The Sky is Broken contiene la batteria di Long as I Can See the Light dei Creedence Clearwater Revival.[47]

Voci aggiuntive
- Moby: voce su Porcelain, South Side, Machete, If Things Were Perfect e The Sky Is Broken
- Pilar Basso: voce addizionale su Porcelain.
- Shining Light Gospel Choir: voce su Why Does My Heart Feel So Bad (anche campionata)
- Reggie Matthews: voci aggiuntive su If Things Were Perfect

## Tracce
Testi e musiche di Richard Melville Hall.
1. Honey – 3:28
2. Find My Baby – 4:00
3. Porcelain – 4:01
4. Why Does My Heart Feel So Bad? – 4:24
5. South Side – 3:50
6. Rushing – 3:01
7. Bodyrock – 3:36
8. Natural Blues – 4:14
9. Machete – 3:38
10. 7 – 1:02
11. Run On – 3:45
12. Down Slow – 1:35
13. If Things Were Perfect – 4:18
14. Everloving – 3:26
15. Inside – 4:49
16. Guitar Flute & String – 2:09
17. The Sky Is Broken – 4:20
18. My Weakness – 3:42

### B-Sides 1998–2001
1. Ain't Never Learned  – 3:46 — South Side
2. Arp  – 6:31 — da Bodyrock
3. Down Slow (Full Length Version)  – 5:58 — Run On (Extended)
4. Flower  – 3:25 — Find My Baby e Why Does My Heart Feel So Bad?/Honey
5. Flying Foxes  – 6:16 — Why Does My Heart Feel So Bad? e Porcelain (Spain CD-Maxi, Everlasting Records, EVERY 6CD)
6. Flying Over the Dateline  – 4:48 — Porcelain
7. Memory Gospel  – 6:41 — Honey e Honey/Run On
8. Micronesia  – 4:17 — Honey
9. Princess  – 8:16 — Why Does My Heart Feel So Bad?
10. Running  – 7:07 — Run On – NOTA: È una versione demo dal titolo Running Black Woman (6:47) diversa dalla versione su Play: The B Sides (sia per velocità che per strumentazione).
11. Sick in the System  – 4:17 — Natural Blues
12. Spirit  – 4:12 — Run On
13. Sunday  – 5:00 — Run On (Extended), Run On (Australian CD-Maxi, Mushroom Records, MUSH1867.2) e Bodyrock
14. Sunspot  – 6:50 — Bodyrock
15. Summer  – 5:56 — Porcelain
16. The Sun Never Stops Setting  – 4:19 — South Side
17. Whispering Wind  – 6:08 — da Natural Blues

### Pubblicazione successiva
Nel tardo 2000, Play venne ripubblicato in versione speciale e intitolato Play: The B Sides. Esso era composto da una raccolta di lati B (che venne poi venduta separatamente a partire dal 2004). Per promuoverlo venne distribuito come singolo un mix di South Side cantato in duetto da Moby e la leader dei No Doubt Gwen Stefani (che diventò il suo unico pezzo comparso nella Billboard Hot 100, alla posizione 14). Anche questa volta grazie alla produzione di un videoclip e la messa in onda continua, l'album ri-acquistò nuova popolarità.

#### B-sides esclusi
I b-sides che non sono stati inclusi in Play: The B Sides sono:
- Ain't Never Learned
- Arp
- Down Slow (Full Length Version)
- Micronesia
- Princess
- Sick in the System

## Successo commerciale
I primi grafici di vendita di Play erano molto bassi. Basti pensare che il 29 maggio del 1999 in Inghilterra debuttò al numero 33 della Official Albums Chart e dopo circa cinque settimane ve ne uscì. Ma il 15 gennaio del 2000 vi ri-entrò e lentamente la scalò fino a raggiungere il primo posto, rimanendoci per più di un mese, anche grazie all'enorme celebrità dei suoi singoli, come e soprattutto Natural Blues, Porcelain e Why Does My Heart Feel So Bad?.
In un'intervista Moby disse:

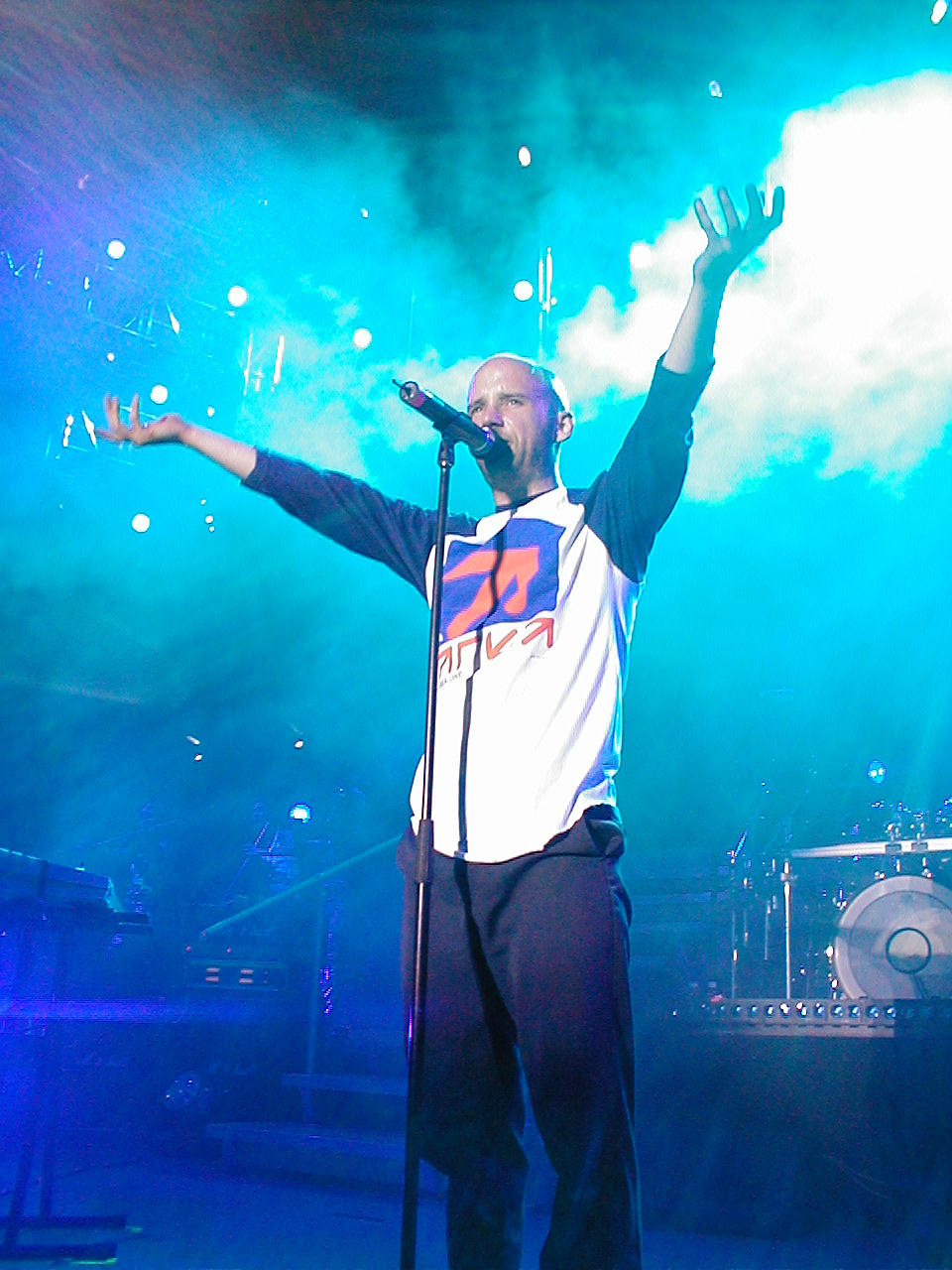
Moby dal vivo durante il festival annuale de l'Area One nel 2001.

L'opera vendette circa 10 milioni di copie in tutto il mondo, di cui 2 milioni negli Stati Uniti, nonostante toccò solo il numero 38 della Billboard 200 e tuttora continua ad essere comprato e gode di ottima popolarità. Complessivamente trascorse quasi tutto l'anno 2000 nelle classifiche di vendita, raggiungendo un totale di 81 settimane totali e diventando il quinto album più venduto del 2000 nel Regno Unito.

## Classifiche

### Classifiche settimanali
| Classifica (1998-02) | Posizione massima |
| -------------------- | ----------------- |
| Australia            | 1                 |
| Austria              | 7                 |
| Belgio (Fiandre)     | 3                 |
| Belgio (Vallonia)    | 4                 |
| Canada               | 11                |
| Finlandia            | 18                |
| Francia              | 1                 |
| Germania             | 21                |
| Irlanda              | 1                 |
| Italia               | 4                 |
| Norvegia             | 2                 |
| Nuova Zelanda        | 1                 |
| Paesi Bassi          | 5                 |
| Portogallo           | 5                 |
| Regno Unito          | 1                 |
| Stati Uniti          | 38                |
| Svezia               | 14                |
| Svizzera             | 12                |

### Classifiche di fine anno
| Classifica (1999) | Posizione |
| ----------------- | --------- |
| Nuova Zelanda     | 39        |
| Classifica (2000) | Posizione |
| Australia         | 10        |
| Belgio (Fiandre)  | 10        |
| Belgio (Vallonia) | 14        |
| Francia           | 3         |
| Germania          | 37        |
| Italia            | 11        |
| Nuova Zelanda     | 1         |
| Paesi Bassi       | 20        |
| Regno Unito       | 5         |
| Stati Uniti       | 69        |
| Svizzera          | 23        |
| Classifica (2001) | Posizione |
| Australia         | 65        |
| Belgio (Fiandre)  | 29        |
| Belgio (Vallonia) | 25        |
| Paesi Bassi       | 51        |
| Francia           | 53        |
| Regno Unito       | 92        |
| Stati Uniti       | 111       |
| Classifica (2002) | Posizione |
| Francia           | 130       |

### Classifiche di fine decennio
| Classifica (2000-09) | Posizione |
| -------------------- | --------- |
| Australia            | 44        |

## Play: il DVD
In seguito è stato pubblicato un DVD che contiene i video musicali delle varie canzoni (tranne quello di South Side cantato da Gwen Stefani), l'esibizione di Moby al "Later... With Jools Holland", il diario del tour intitolato "Give an Idiot a Camcorder" e una componente DVD-Rom che permette agli utenti di remixare due brani di Hall.
Il DVD include anche un CD separato, intitolato Moby's Megamix, formato da una mono-traccia composta a sua volta di remix dei singoli fatti da vari artisti.
Section I - Play the Videos
1. Bodyrock (UK Auditions)
2. Honey
3. Find My Baby
4. Porcelain (UK Version)
5. Natural Blues
6. Bodyrock (UK Version)
7. Run On
8. Why Does My Heart Feel So Bad?
9. Natural Blues (Animated Version)
10. Porcelain

Section II - Live on Later... With Jools Holland
1. Natural Blues
2. Porcelain
3. Go
4. New Dawn Fades (If We Can)
5. Machete
6. Hymn
7. Everloving
8. Porcelain (Acoustic Version)

Section III - Moby's Megamix
1. Porcelain (Futureshock Remix)
2. Natural Blues (Katcha Mix)
3. Honey (Sharam Jey's Sweet Honey Mix)
4. Bodyrock (Olav Basoski's Da Hot Funk Da Freak Funk Remix)
5. Natural Blues (Peace Division Dub)
6. Run On (Dani König Remix)
7. South Side (Pete Heller Park Lane Vocal)
8. Why Does My Heart Feel So Bad? (Katcha Remix)
9. Natural Blues (Perfecto Remix)
10. Why Does My Heart Feel So Bad? (Ferry Corsten Remix)
11. Porcelain (Torsten Stenzel's Vocal Dub Mix)
12. South Side (Hybrid Dishing Pump Instrumental)
13. Natural Blues (Mike D Remix)
14. Run On (Moby's Young & Funky Mix)
15. Honey (Moby's 118 Remix)
16. Bodyrock (Rae & Christian Remix)
17. Run On (Dave Clarke Remix)
18. Porcelain (Clubbed to Death Version by Rob Dougan)

Section IV - Give an Idiot a Camcorder
Corto di 20 minuti "di Moby e con Moby"
Section V - Play the Computer
Questa sezione permette di utilizzare il lettore Beatnik per remixare due canzoni di Moby.